# Годбир, Марк
Марк Годбир (англ. Mark Godbeer; род. 22 ноября 1983, Тонтон) — английский боец смешанного стиля, представитель тяжёлой весовой категории. Выступает на профессиональном уровне начиная с 2009 года, известен по участию в турнирах бойцовских организаций UFC, Bellator, BAMMA и др. Владел титулом чемпиона BAMMA в тяжёлом весе.

## Биография
Марк Годбир родился 22 ноября 1983 года в городе Тонтон графства Сомерсет, Англия. В молодости работал на стройке, занимался внутренней отделкой помещений, имел свой собственный бизнес по продаже штукатурных материалов. При этом в ММА пришёл сравнительно поздно — уже в возрасте 25 лет.

### Начало профессиональной карьеры
Дебютировал в смешанных единоборствах на профессиональном уровне в августе 2009 года, выиграв у своего соперника техническим нокаутом. Дрался в небольших английских промоушенах — из большинства поединков выходил победителем.
Первое в карьере поражение потерпел в ноябре 2011 года на турнире Supremacy Fight Challenge, техническим нокаутом от Энтони Тейлора.

### BAMMA and Bellator MMA
В период 2012—2016 годов Годбир являлся бойцом достаточно престижной британской организации BAMMA. Здесь он одержал в общей сложности четыре победы, в том числе завоевал и защитил титул чемпиона в тяжёлой весовой категории.
Одновременно с этим в октябре 2013 года впервые выступил в США на турнире крупного американского промоушена Bellator MMA — в рамках полуфинала гран-при тяжёлого веса он встретился с представителем Франции Чейком Конго, но уступил ему техническим нокаутом во втором раунде.

### Ultimate Fighting Championship
Имея в послужном списке 11 побед и только 2 поражения, Годбир привлёк к себе внимание крупнейшей бойцовской организации мира Ultimate Fighting Championship и в сентябре 2016 года подписал с ней долгосрочный контракт. Дебютировал в октагоне UFC уже в ноябре на турнире в Северной Ирландии — в поединке с Джастином Ледетом попался на удушающий приём сзади и вынужден был сдаться.
Следующим его соперником в марте 2017 года должен был стать Тодд Даффи, но тот снялся с турнира и был заменён новичком организации Дэниелом Шпицом. В итоге противостояние между ними продлилось всё отведённое время, и судьи единогласно отдали победу Годбиру.
На октябрь 2017 года планировался бой против Уолта Харриса, однако в конечном счёте Харрису пришлось заменить травмировавшегося Деррика Льюиса в бою с Фабрисиу Вердумом, и Годбира убрали из карда этого турнира. Спустя месяц бойцы всё же встретились на другом турнире, ближе к концу первого раунда рефери дисквалифицировал Харриса за то, что тот сначала ударил Годбира в пах, а затем нанёс удар ногой в голову после команды остановить поединок.
В марте 2018 года должен был выйти в клетку против украинского бойца Дмитрия Побережца, однако тот снялся с турнира из-за травмы и был заменён россиянином Дмитрием Сосновским. Во втором раунде Сосновский взял Годбира на удушение сзади и принудил к сдаче.

## Статистика в профессиональном ММА
| Боёв 18          | Побед 13 | Поражений 5 |
| ---------------- | -------- | ----------- |
| Нокаутом         | 9        | 3           |
| Сдачей           | 2        | 2           |
| Решением         | 1        | 0           |
| Дисквалификацией | 1        | 0           |
| Ничьи            | 0        | 0           |

| Результат | Рекорд | Соперник            | Способ                       | Турнир                              | Дата            | Раунд | Время | Место                      | Примечание                                           |
| --------- | ------ | ------------------- | ---------------------------- | ----------------------------------- | --------------- | ----- | ----- | -------------------------- | ---------------------------------------------------- |
| Поражение | 13-5   | Сергей Билостенный  | TKO (удары руками)           | ACA 95: Tumenov vs. Abdulaev        | 27 апреля 2019  | 1     | 2:04  | Москва, Россия             |                                                      |
| Поражение | 13-4   | Дмитрий Сосновский  | Сдача (удушение сзади)       | UFC Fight Night: Werdum vs. Volkov  | 17 марта 2018   | 2     | 4:29  | Лондон, Англия             |                                                      |
| Победа    | 13-3   | Уолт Харрис         | DQ (запрещённый удар)        | UFC 217                             | 4 ноября 2017   | 1     | 4:29  | Нью-Йорк, США              |                                                      |
| Победа    | 12-3   | Дэниел Шпиц         | Единогласное решение         | UFC 209                             | 4 марта 2017    | 3     | 5:00  | Лас-Вегас, США             |                                                      |
| Поражение | 11-3   | Джастин Ледет       | Сдача (удушение сзади)       | UFC Fight Night: Mousasi vs. Hall 2 | 19 ноября 2016  | 1     | 2:16  | Белфаст, Северная Ирландия |                                                      |
| Победа    | 11-2   | Стюарт Остин        | TKO (удары руками)           | BAMMA 25: Champion vs. Champion     | 14 мая 2016     | 2     | 1:24  | Бирмингем, Англия          | Защитил титул чемпиона BAMMA в тяжёлом весе.         |
| Победа    | 10-2   | Пол Тейлор          | TKO (отказ)                  | BAMMA 21: DeVent vs. Kone           | 13 июня 2015    | 2     | 4:43  | Бирмингем, Англия          | Выиграл титул чемпиона BAMMA в тяжёлом весе.         |
| Победа    | 9-2    | Томас Денэм         | TKO (удары руками)           | BAMMA 19: Petley vs. Stapleton      | 28 марта 2015   | 1     | 1:33  | Блэкпул, Англия            |                                                      |
| Поражение | 8-2    | Чейк Конго          | TKO (удары)                  | Bellator 102                        | 4 октября 2013  | 2     | 2:04  | Висейлия, США              | Полуфинал гран-при 9 сезона Bellator в тяжёлом весе. |
| Победа    | 8-1    | Каталин Змарандеску | TKO (остановлен секундантом) | BAMMA 9: Watson vs. Marshman        | 24 марта 2012   | 1     | 5:00  | Бирмингем, Англия          |                                                      |
| Поражение | 7-1    | Энтони Тейлор       | TKO (удары руками)           | Supremacy Fight Challenge 4         | 20 ноября 2011  | 2     | 1:22  | Гейтсхед, Англия           |                                                      |
| Победа    | 7-0    | Томас Васицкас      | TKO (удары руками)           | Pain Pit Fight Night 1              | 3 сентября 2011 | 1     | 0:19  | Ньюпорт, Уэльс             | Бой в полутяжёлом весе.                              |
| Победа    | 6-0    | Малик Мерад         | Сдача (гильотина)            | Head to Head: The Big Guns          | 21 ноября 2010  | 2     | 3:00  | Норт-Петертон, Англия      |                                                      |
| Победа    | 5-0    | Крис Конечный       | TKO (удары)                  | Tear Up 4: Clash of the Giants      | 2 октября 2010  | 2     | 0:46  | Бристоль, Англия           |                                                      |
| Победа    | 4-0    | Фрейзер Опи         | Сдача (гильотина)            | South West FC 1                     | 22 августа 2010 | 1     | 3:26  | Торки, Англия              |                                                      |
| Победа    | 3-0    | Пол Пестелл         | TKO (удары руками)           | All or Nothing: Head to Head        | 5 июня 2010     | 1     | 1:00  | Бриджуотер, Англия         |                                                      |
| Победа    | 2-0    | Ибрар Малик         | TKO (удары руками)           | Bristol Fight Club: Fight Night     | 8 марта 2010    | 2     | 2:20  | Южный Глостершир, Англия   |                                                      |
| Победа    | 1-0    | Сэм Хукер           | TKO (удары руками)           | KnuckleUp MMA 2: Beer vs. Jazbutis  | 9 августа 2009  | 2     | 0:00  | Уэлс, Англия               |                                                      |